# The Highwaymen
A The Highwaymen egy amerikai country együttes, melynek tagjai Kris Kristofferson, Johnny Cash, Willie Nelson és Waylon Jennings. 
A Highwaymen sikere előtt a csapat tagjai már számtalan alkalommal dolgoztak közösen: Waylon és John közös albumot adott ki Heroes címmel, Waylon és Willie három lemezt készítettek, köztük a legsikeresebb a Waylon& Willie névre hallgatott, míg Kris és Willie a The Winning Hand című albumon dolgozott együtt.

## Albumok

### Highwayman
Ezt az albumot 1985-ben adták ki, azután hogy a címadó dal első lett a listákon. Egy másik dal is sikeres lett: a "Desperados Waiting for a Train" felkerült a legjobb kislemezek 20-as listájára. Az első lemez kiadásánál, a még nem volt hivatalos nevük ezért az albumot a "Nelson, Jennings, Cash, Kristofferson" néven jegyezték be.  A Highwayman producere Chips Moman volt. Az albumot a Columbia Records adta ki.

### Highwayman 2
1990-ben jelent meg a folytatás a Highwayman 2 ami sajnos nem lett akkora siker mint az első lemez volt, ám a country albumok listáján a negyedik helyet érte el. A Lee Clayton által szerzett "Silver Stallion" bekerült a legjobb 40 dal közé. Az albumot Grammy-díjra is jelölték az év country lemeze kategóriában. A 'Highwaymen 2'-n szereplő dalok közül hatot maguk az előadók írtak.

### The Road Goes on Forever
Az 1995-ben kiadott album az utolsó a sorban, mivel 2002-ben Waylon meghalt. Az album nem lett sikeres, mintha meg sem jelent volna, így az előadók visszatértek a saját szólókarrierjükhöz. Csak évekkel később került a listák élére amikor  2005-ben újra kiadták, egy extra DVD-vel melynek címe Live Forever - In the Studio with the Highwaymen, és az albumra addig kiadatlan dalokat is feltettek.

## Diszkográfia
Albumok:
- Highwayman (Columbia, 1985)
- Highwayman 2 (Columbia, 1990)
- The Road Goes on Forever (Liberty, 1995), kiadta a  Capitol Records/EMI 2005-ben bónusz dalokkal és DVD-vel.

Koncert DVD:
- Highwaymen Live! ( az 1990-es  Nassau Coliseum-i koncert, 2006-ban adták ki DVDn)
- On the Road Again (1992-ben felvett koncert a skóciai Aberdeen-ből, 2003-ban adták ki DVD-n)

## Kislemezek
| Év   | Kislemez                         | Helyezés | Album        |
| ---- | -------------------------------- | -------- | ------------ |
| 1985 | "Highwayman"                     | 1        | Highwayman   |
| 1985 | "Desperados Waiting for a Train" | 15       | Highwayman   |
| 1990 | "Silver Stallion"                | 25       | Highwayman 2 |